# Борисоглебская епархия
Борисоглебская епархия — епархия Русской православной церкви, объединяющая приходы и монастыри в восточной части Воронежской области (в границах Аннинского, Бобровского, Борисоглебского, Бутурлиновского, Грибановского, Новохоперского, Панинского, Поворинского, Таловского, Терновского и Эртильского районов). Входит в состав Воронежской митрополии.

## История
Епархия была образована решением Священного Синода Русской православной церкви от 26 декабря 2013 путём выделения из состава Воронежской и Борисоглебской епархии.

## Архиереи
- Сергий (Фомин) (26 декабря 2013 — 3 июня 2016) в/у, митрополит Воронежский
- Сергий (Копылов) (с 3 июня 2016)

## Благочиния
Епархия разделена на 8 церковных округов (по состоянию на октябрь 2022 года):
- Аннинское благочиние — протоиерей Глеб Патрахин
- Бобровское благочиние — протоиерей Владимир Лепский
- Борисоглебское благочиние — иерей Павел Приступ
- Бутурлиновское благочиние — иерей Александр Горденин
- Грибановское благочиние — иерей Ярослав Манохин
- Новохоперское благочиние — иерей Сергий Босенко
- Панинское благочиние — протоиерей Николай Бабий
- Монастырское благочиние — иеромонах Тихон (Комаров)

## Монастыри
- Серафимо-Саровский монастырь в селе Ново-Макарово Грибановского района (мужской)

недействующие
- Троицкий Битюцкий монастырь в Аннинском районе (мужской)
- Лысогорский Успенский монастырь в селе Троицком Новохопёрского района (женский)
- Казанский Таволжанский монастырь в Грибановском районе (женский)